# IC 5052
IC 5052 ist eine Balken-Spiralgalaxie vom Hubble-Typ SBcd im Sternbild Pfau am Südsternhimmel. Sie ist schätzungsweise 21 Millionen Lichtjahre von der Milchstraße entfernt und hat einen Durchmesser von etwa 50.000 Lichtjahren. In dieser Galaxie wurden bisher fünf Röntgenquellen entdeckt.

Im selben Himmelsareal befindet sich u. a. die Galaxie IC 5055.
Das Objekt wurde am 23. August 1900 von dem Astronomen DeLisle Stewart entdeckt und später von Johan Dreyer in seinem Index-Katalog verzeichnet.